# 珍雨燕
珍雨燕是雨燕目雨燕科珍雨燕屬下的唯一一種鳥類。這個物種主要為暗褐色系，是廣佈於非洲東部及中東部的鳥類，目前其物種狀態被評為無危。
這個物種是義大利鳥類學家托馬索·薩爾瓦多里於1888年描述的物種，當時其學名為，歸於一個現今被視為是雨燕屬異名的屬內。1968年，比利时鳥類學家Antoon Emeric Marcel De Roo將其歸於獨立一屬，形成現今的學名。其屬名來自曾於剛果地區探險的比利時動物學家亨利·舒特登及雨燕屬的學名。:350而種小名則來自古希臘語「mus」及「ptilon」，分別意為「老鼠」及「羽毛顏色」。:264
珍雨燕分佈於海拔500—2450公尺處的潮濕地區，目前有三個亞種，分佈於衣索比亞到辛巴威；分佈於比奧科島；而分佈於剛果民主共和國、盧旺達和烏干達西南部。該屬曾有一個另一個物種，但現今被視為是珍雨燕其中一個亞種的亞成鳥或者是變體。
這個物種是一種小型雨燕，其頭部圓胖，翅膀細長；尾巴長而深叉。其體長16.5公分，體重平均約22公克。上半身為深灰褐色；喉嚨淺灰色、胸部褐色，其餘部分為深褐色。而鳥喙寬平均約2.6公釐、深平均約2.1公釐、嘴峰長平均約8.8公釐；翼長平均約131.4公釐；跗蹠約10.7公釐；尾長約71.7公釐。
珍雨燕是相當群聚的鳥類，在4—8月之間可以成千上萬隻的群體出現。這個物種是蟲食性，牠們經常在開闊地帶低飛，被認為與尋覓白蟻作為食物有所關係；但也因此曾發生過被當地的小孩以棍棒擊落的情形。其繁殖期甚不明瞭，這可能是由於其巢穴從未被發現的緣故——其巢穴推測在岩縫、高山和瀑布附近，但根據解剖及亞成鳥的時間推測估計約在9月至12月之間產卵。
這個物種的整體族群數量尚未完整估計，其密度隨不同地區有所變化。在《國際自然保護聯盟瀕危物種紅色名錄》中，因其相當大的分佈範圍及未有明顯的威脅，國際鳥盟將珍雨燕列為無危物種。

## 外部連結
- 维基共享资源上的相關多媒體資源：珍雨燕
- 維基物種上的相關：珍雨燕